# Herdmania insolita
Herdmania insolita är en sjöpungsart som beskrevs av Monniot 200. Herdmania insolita ingår i släktet Herdmania och familjen lädermantlade sjöpungar. Inga underarter finns listade i Catalogue of Life.